# Иоанникий III
Патриарх Иоанни́кий III (греч. Ιωαννίκιος Γ΄, серб. Јоаникије III; в миру Иоаннис Каратзас; 1700—1793) — епископ Константинопольской и Сербской православных церквей. Патриарх Сербский (1739—1746) и патриарх Константинопольский (1761—1763).

## Биография
Иоаннис Каратзас родился в 1700 году в дворянской семье фанариотов.
Служил диаконом и протосинкеллом при патриархе Константинопольском Паисии II.
В 1739 году, после заключения Белградского мира, османский султан Махмуд I сверг сербского патриарха Арсения IV, который оказывал поддержку Австрии во время войны, и назначил Иоанникия патриархом Сербским. Он занимал сербскую патриаршую кафедру до 1746 года.
В сентябре 1747 года назначен митрополитом Халкидонским.
26 марта 1761 года Священный синод избрал его патриархом Константинопольским.
21 мая 1763 года был свергнут и сослан в монастырь на Святой горе Афон .
Умер 20 сентября 1793 года в монастыре Святой Троицы на острове Халки.